# Honsbach
Honsbach ist ein Weiler, der zur Stadt Lohmar im Rhein-Sieg-Kreis in Nordrhein-Westfalen gehört.

## Geographie
Honsbach liegt im Nordosten des Stadtgebietes von Lohmar. Umliegende Ortschaften und Weiler sind Aggerhütte, Klein-Bombach und Bombach im Norden, Hasenberg, Kulhoven und Windhausen im Nordosten, Kern und Hohnenberg im Osten, Hähngen und Holl im Südosten, Neuhonrath im Süden, Honsbachermühle und Bachermühle im Südwesten, Naafshäuschen und Agger im Westen sowie Grünagger im Nordwesten.
Der Honsbach, ein orographisch linker Nebenfluss der Agger, fließt durch Honsbach.

## Geschichte
Im Jahre 1885 hatte Honsbach 62 Einwohner, die in 13 Häusern lebten.
Nach einem Adressbuch aus dem Jahre 1901 wohnten im Weiler Honsbach ein Ackerer, ein Schreiner und ein Schuster.
Bis 1969 gehörte Honsbach zu der bis dahin eigenständigen Gemeinde Wahlscheid.

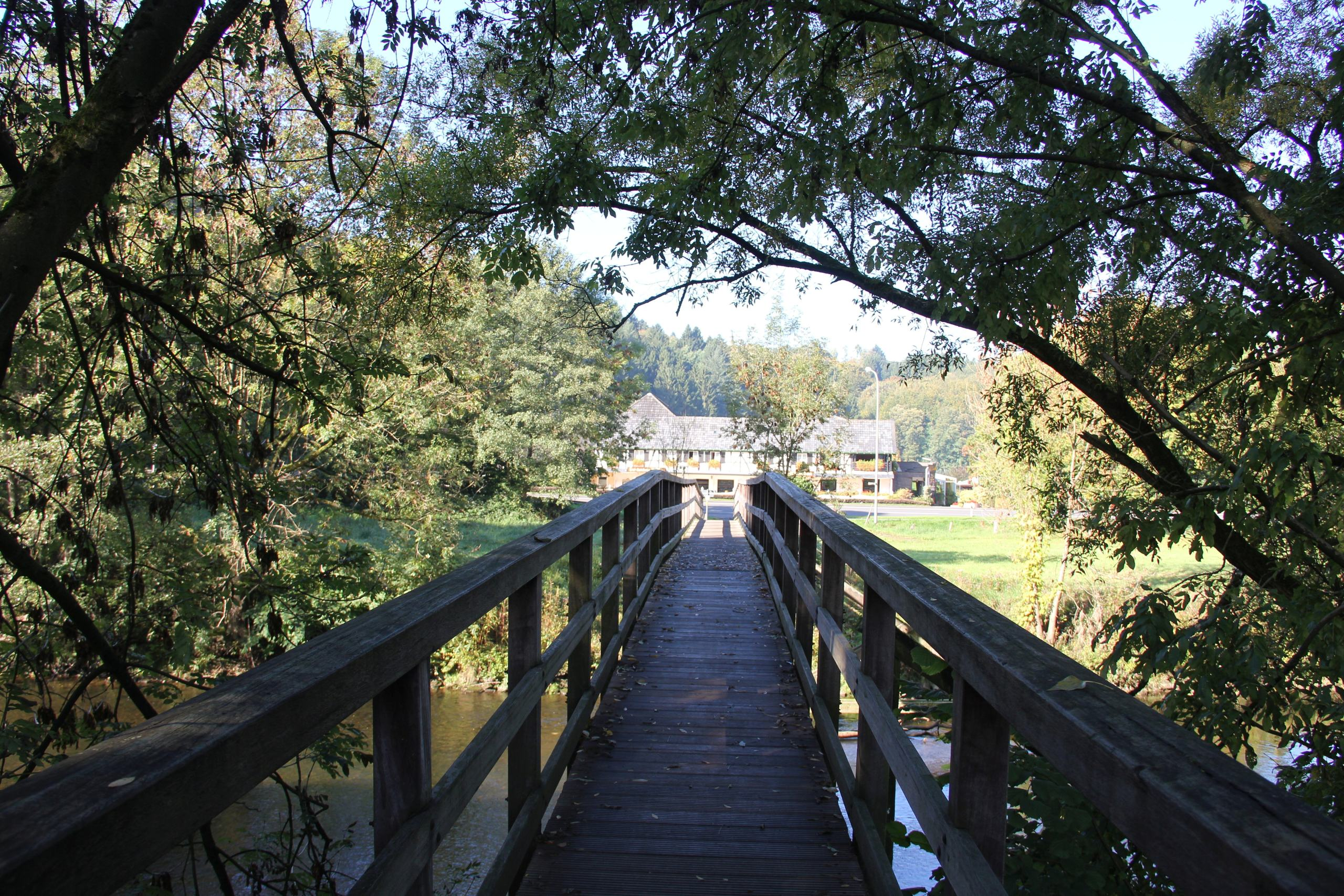
Holzbrücke über die Agger zwischen Honsbach und Naafshäuschen

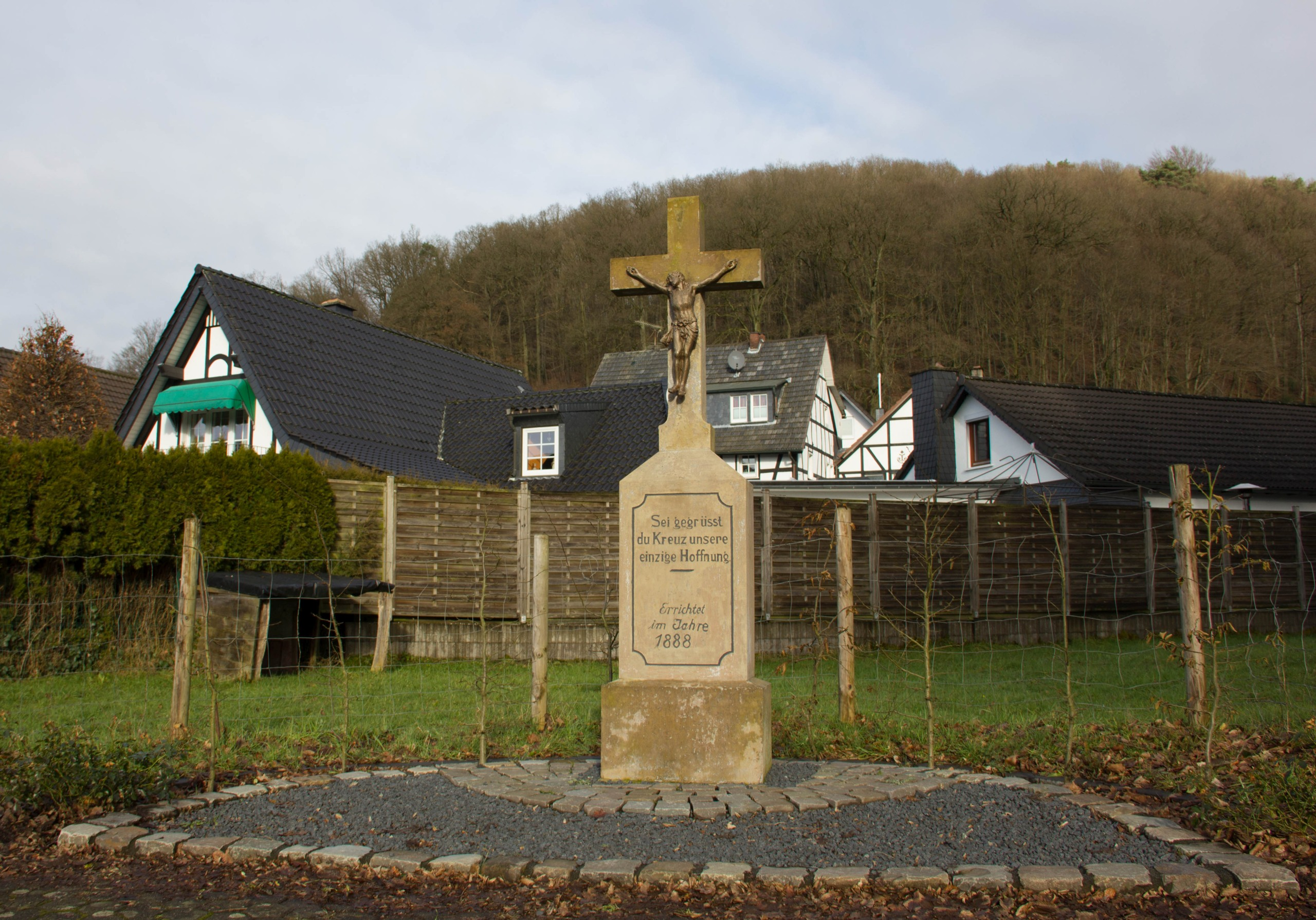
Wegekreuz Honsbach Von-Ley-Straße

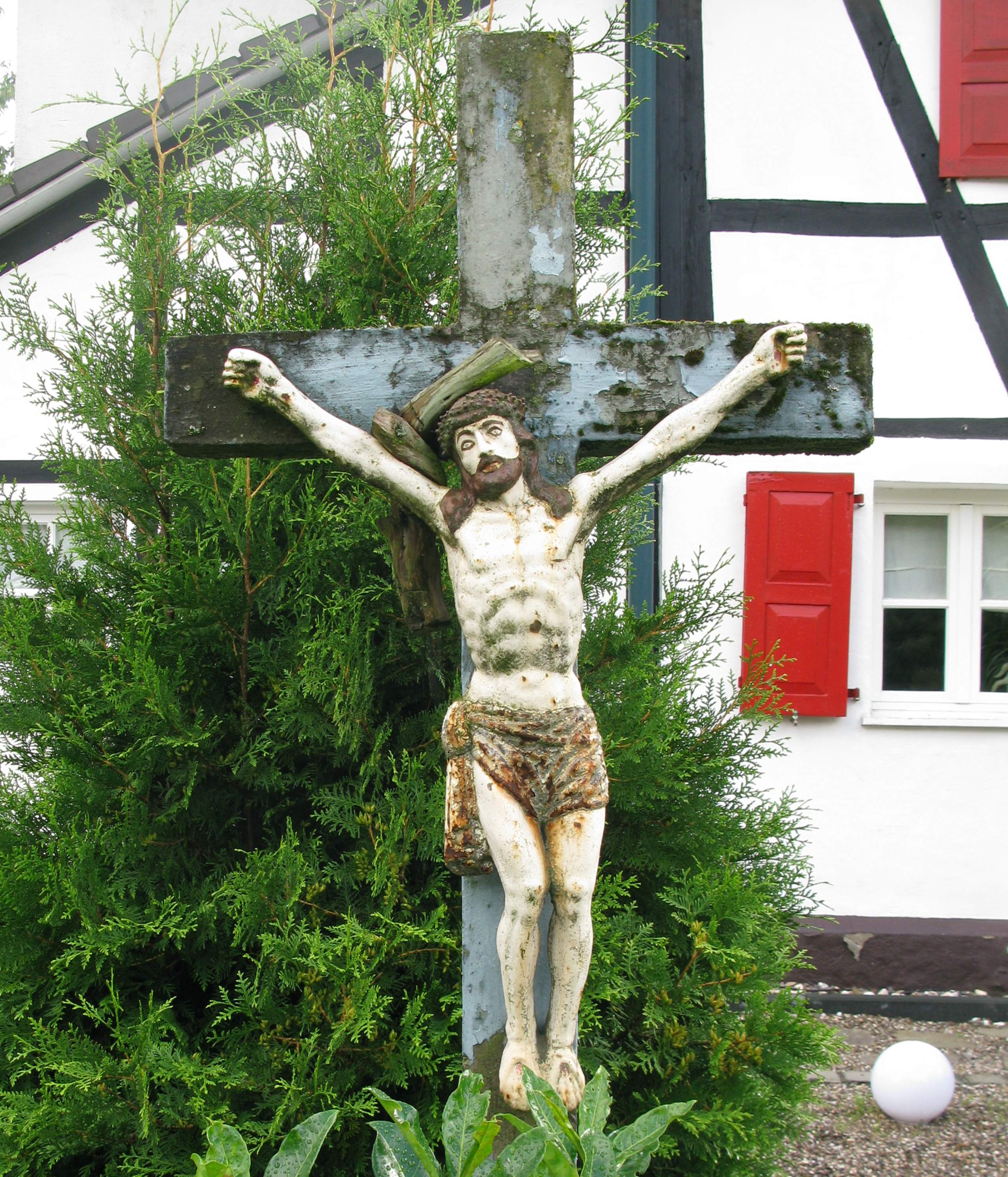
Wegekreuz Honsbacher Straße 34

## Sehenswürdigkeiten
- Kleine Holzbrücke über die Agger (in Richtung Naafshäuschen führend)

- In Honsbach stehen zwei Wegekreuze, in Honsbachermühle steht ein weiteres Wegekreuz.[4]
  - Wegekreuz Honsbach von 1888, Von-Ley-Straße[5]
  - Wegekreuz vor einem Fachwerkhaus in der Honsbacher Straße 34[6]

## Verkehr
Honsbach liegt östlich  der Bundesstraße 484 und nördlich der Kreisstraße 16. Das Anruf-Sammeltaxi (AST) ergänzt den ÖPNV. Honsbach gehört zum Tarifgebiet des VRS.
Folgende Wanderwege gehen durch Honsbach:
- Etappe acht des Fernwanderweges „Bergischer Weg“ von Rösrath nach Overath[8]
- Etappe sechs des Fernwanderweges „Kurkölner Weg“ des Sauerländischen Gebirgsvereins von Drabenerhöhe nach Honrath[9]
- Wanderweg „<5“ des Kölner Eifelvereins[10]
- Rundwanderweg „A4“ des Sauerländischen Gebirgsvereins ab Wahlscheid[11]